# Кетерме (Ошская область)
Кетерме (кирг. Көтөрмө) — село в Ноокатском районе Ошской области Кыргызстана. Административный центр Кыргыз-Атинского айылного аймака.

## География
Село расположено в западной части области, к востоку от реки Кыргыз-Ата, на расстоянии приблизительно 4 километров (по прямой) к юго-востоку от города Ноокат, административного центра района. Абсолютная высота — 1520 метров над уровнем моря.

## Население
Согласно оценочным данным Национального статистического комитета Кыргызской Республики, численность населения села на начало 2023 года составляла 4301 человек.
| год     | 2009 | 2014 | 2015 | 2020 | 2021 | 2023 |
| ------- | ---- | ---- | ---- | ---- | ---- | ---- |
| человек | 3227 | 3637 | 3737 | 4133 | 4193 | 4301 |